# Церква Пресвятої Трійці (Нижанковичі)
Церква Пресвятої Трійці — дерев'яна церква у смт. Нижанковичі Старосамбірського району Львівської області. Була збудована у XVI ст. Церква входить до Реєстру пам'яток України національного значення з охоронним номером 503/0.

## Історія

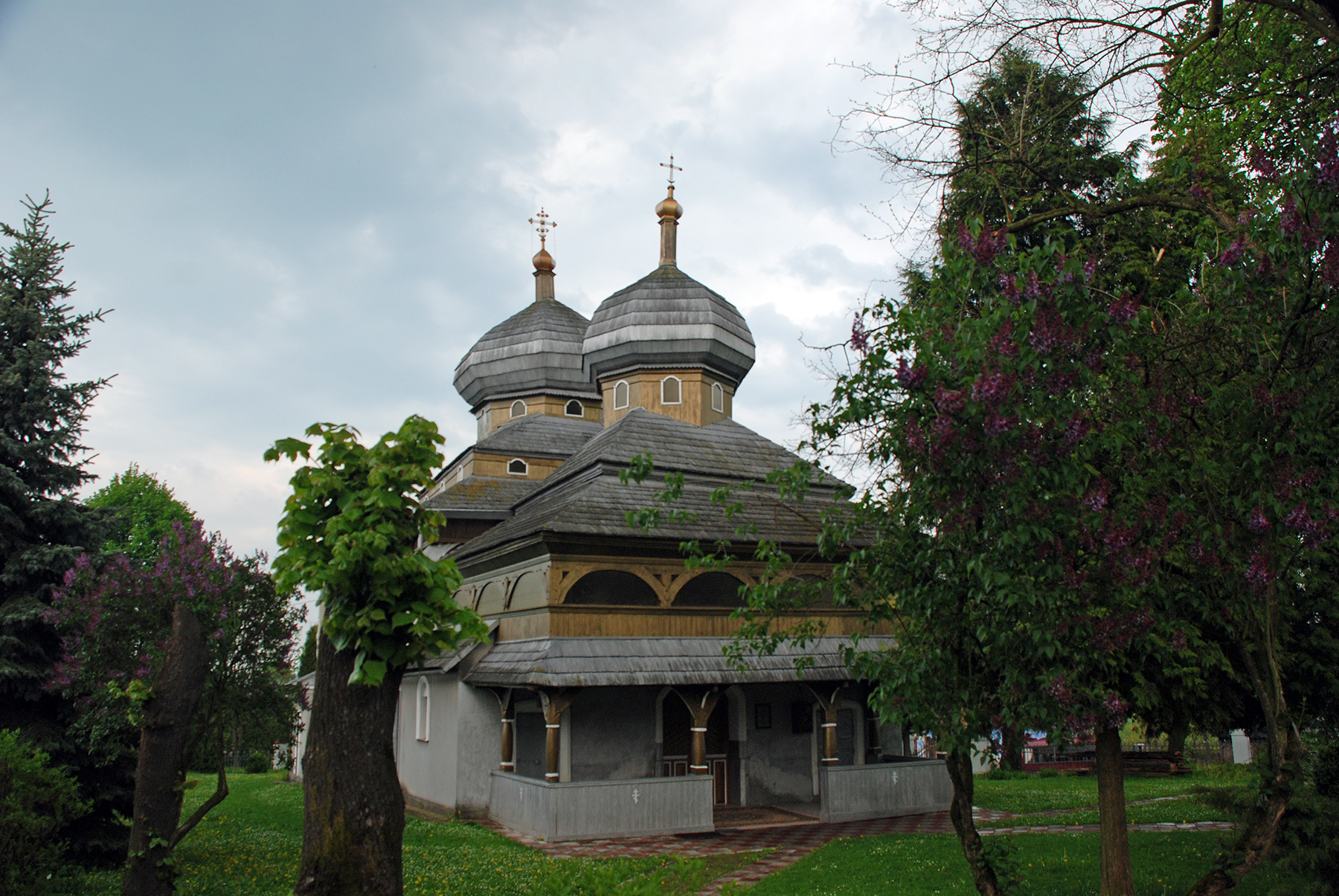

На XVIII ст. у Нижанковичах існували церкви св. Івана Євангелиста і Пресвятої Трійці, перша згадка про яку походить з 1473 року. Немає єдиної думки про час побудови будівлі церкви - XV ст. чи XVI ст. Нижанковичі неодноразово нищили татари, молдавани, шляхта у 1496, 1502, 1524 роках. У 1600-1657 роках місто горіло вісім разів. Ці руйнування, пожежі не могли оминути будівлю церкви. але про її перебудови, відновлення мало що відомо.
Церква в місті вперше згадана в документі 1473 року. Про священика і церкву зазначено в люстрації 1565 року. Отже, церква у Нижанковичах існувала вже у XV - XVI ст. Найновіші дослідження історика архітектури Юрія Диби переконують, що мурована церква-ротонда у Нижанковичах постала ще на початку XIV ст. як каплиця при дворі боярському.
Храм ремонтували на зламі ХІХ та ХХ ст. і тоді ж в ньому встановили новий іконостас пензля Яна Богданського. Під час ремонту у 1982-1983 роках до бабинця від півночі добудували приміщення. Стінопис виконав у 1996 році Василь Цап'як родом з Підмостич, який проживає на Яворівщині.

## Опис

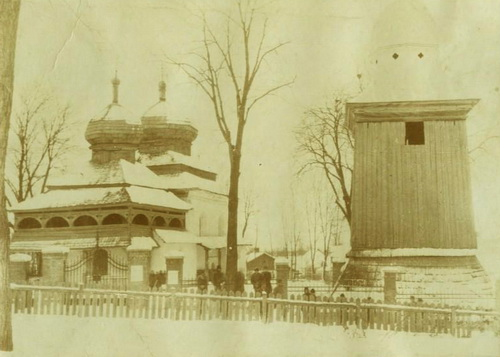
Церква Пресвятої Трійці і дзвіниця. Нижанковичі. Україна. Зима. Середина 1910-х років.

Тридільна триверха церква розташована в центрі селища. Муровані неф і бабинець мають квадратну форму. До напівкруглої апсиди добудовано з півночі прямокутну ризницю. З західної сторони масивний корпус нефу підтримували контрфорси, з сторони апсиди з двох сторін було влаштовано криласи у нішах нижньої частини стіни, що формували виступи на зовнішній площині стіни. Неф перекрито доволі унікальним цегляним коробовим склепінням, що по кутах зрізане під кутом 45° розпалубками. Його покриває наметовий дах з заломом, з восьмигранним барабаном і великою грушоподібною банею.
Більш вузький і низький мурований бабинець з бічних північної і південної сторін оточено вузькими приміщеннями, що були добудовані до контрфорсів нефу. Спереду простір перед бабинцем обведено огорожею на різьблених стовпчиках. Вгорі облаштовано типові для народного будівництва дерев'яні аркади-галереї. Бабинець покриває наметовий дах з незначним заломом, восьмигранний барабан з грушоподібною банею. Апсиду має сферичне склепіння і трисхилий дах з невеликою восьмигранною банею. Дахи, бані покриті металевим дахом стилізованим під гонтовий. До 1911 у церкві встановили іконостас з іконами роботи Павла Богданського. У 1960-х роках розписали інтер'єр церкви.
Біля огорожі розташовано двоярусна квадратна дзвіниця з наметовим дахом з восьмигранним барабаном, банею з маківкою.
Церкву відносять до найзначніших пам'яток галицького будівництва XVI ст.